# Matthias Schamp
Matthias Schamp (* 1964 in Bochum)  ist ein deutscher Künstler und Autor.
Schamp wuchs in Krefeld auf und studierte von 1983 bis 1990 Kunstgeschichte und Philosophie an der Ruhr-Universität Bochum. Bereits während seines Studiums hatte er Gastspiele und Performanceauftritte an verschiedenen Theatern. Seitdem ist er als Autor und Künstler tätig. Von 1991 bis 1996 gab er NON(+)ULTRA, Zeitschrift für syntaktische Konfusion heraus. Seit 1993 hat er mehrere Auszeichnungen und Stipendien erhalten, darunter 1998 ein Stipendium im Künstlerdorf Schöppingen und 2006 ein Transfer-Stipendium des Landes Nordrhein-Westfalen. 2003 erhielt er einen Lehrauftrag an der Bauhaus-Universität Weimar für Kunst im öffentlichen Raum und neue künstlerische Strategien.
Seine Werke waren seit den frühen 1990er Jahren bei zahlreichen Einzelausstellungen zu sehen, darunter 1994 im Kunstverein Böblingen, 1995 im Hagenbucher in Heilbronn, 2000 im Dortmunder Kunstverein, 2002 im Stuttgarter Kunstverein und 2007 im Kunstverein Arnsberg. Seine 1998 begonnene Werkserie Schlechte Verstecke wurde von 2001 bis 2004 monatlich in der Zeitschrift Titanic veröffentlicht und war u. a. im Folkwang-Museum Essen ausgestellt.
2010 zeigte Schamp zusammen mit Claudia Schmacke in der Ausstellungsreihe liquid area der Flottmann-Hallen Herne die Installation Wasserwege.
2011 initiierte er zusammen mit Steffen Schlichter das Situative Brachland Museum in Bochum.
2916 entwickelte er gemeinsam mit Karl-Heinz Mauermann Metaperfomance-Miniaturen, ein Programm, in dem sie mit Handpuppen, die sie nach ihrem Ebenbild gebaut haben, das Schamperl und das Mauermännchen, klassische Performances der Kunstgeschichte u. a. im Lehmbruck-Museum aufführen.

## Veröffentlichungen

### Bücher
- 1991 Kämm dir den Lorbeer aus dem fettigen Haar, Gedichte, Sassafras-Verlag, Krefeld 1991
- 1994 Den Berg hineinfressen, Gedichte, Corvinus Presse, Berlin 1994
- 1996 26 Verlierer von A bis Z, Erzählungen, edition selene, Klagenfurt-Wien 1996
- 2000 Hirntreiben.EEG, ein Western-Roman, edition selene, Wien 2000
- 2003 Zärtliche Massaker – Neue Geschichten aus dem Ruhrgebiet, edition selene, Wien 2003

### Hörspiele
- 2007 Der Aufstand in den Sinnscheiße-Bergwerken, Regie: Beate Andres (WDR)
- 2015 Die Invasion der Inversen, Regie: Jörg Schlüter (WDR)